# Мишо, Дэвид
Дэ́вид Мишо́ (англ. David Michôd; род. 30 ноября 1972, Сидней) — австралийский режиссёр, сценарист, актёр и продюсер. Наиболее известен как режиссёр фильмов «Царство животных» (2010) и «Ровер» (2014).

## Биография
Дэвид Мишо родился 30 ноября 1972 года в Сиднее. После окончания Сиднейской средней школы (англ. Sydney Grammar School) переехал в Мельбурн и стал учиться в Мельбурнском университете и киношколе. В кино Мишо пришёл как сценарист и актёр короткометражного фильма «Noise» в 2000 году. С этого времени Мишо стал участвовать в разных проектах как актёр, режиссёр и сценарист В 2008 году на Кинофестивале «Сандэнс» (англ. Sundance Film Festival) и на Берлинском международном кинофестивале, был показан короткометражный фильм Дэвида Мишо «Карликовый нидерландский кролик» (англ. Netherland Dwarf), который хорошо восприняли критики.

### Художественные фильмы

#### Царство животных
Режиссёр состоял в киноколлективе Blue-Tongue Films, благодаря которому, в 2009 году, выходит первая полнометражная картина Мишо — «Царство животных». Это криминальная драма о войне подпольных группировок Мельбурна и полиции. На Кинофестивале «Сандэнс» фильм получил приз в категории «Лучшая драма в мировом кино».

#### Хешер
В 2010 году Мишо, как сценарист, участвует в создании фильма Спенсера Сассера «Хешер» с Джозефом Гордоном-Левиттом и Натали Портман в главной роли.

#### Ровер
29 января 2013 года на юге Австралии режиссёр приступил к съёмкам фильма Ровер (англ. The Rover) с Гаем Пирсом и Робертом Паттинсоном в главных ролях. Съёмки фильма закончились 16 марта 2013 года. Премьера фильма состоялась 18 мая 2014 года в рамках внеконкурсной программы 40-го Каннского кинофестиваля.. Фильм вышел в ограниченный прокат в Нью-Йорке и Лос-Анджелесе 13 июня 2014 года, широкий прокат в США начался 20 июня 2014 года.

#### Машина войны
14 апреля 2014 года стало известно о том, что Мишо напишет сценарий и станет режиссёром картины «Операторы», основанной на одноименной книге Майкла Гастингса. Продюсерами фильма с Брэдом Питтом в главной роли выступили Plan B Entertainment, New Regency и RatPac Entertainment. Впоследствии фильм получил название Машина войны. В марте 2017 года Netflix выпустил тизер-трейлер, в котором Брэд Питт предстал в завуалированной роли генерала Стэнли Маккристала. В 2010 году Хастинг опубликовал в журнале статью в журнале Rolling Stone о трениях между Макрристалом и тогдашним президентом Бараком Обамой, что привело к отставке Маккристала.

#### Король Англии
В 2013 году стало известно, что Джоэл Эдгертон и Мишо по заказу Warner Bros. Pictures написали адаптированный сценарий на основе пьес Шекспира «Генрих IV, Части 1 & 2» и «Генрих V». В феврале 2018 года было объявлено, что заглавную роль в фильме «Король Англии» исполнит Тимоте Шаламе. Съёмки начались 1 июня 2018 года в Лондоне. Премьера фильма состоится на Netflix.

## Фильмография
| Год  |   | Русское название                | Оригинальное название       | Роль                          |
| ---- | - | ------------------------------- | --------------------------- | ----------------------------- |
| 2000 | ф | -                               | Noise                       | актёр, сценарист              |
| 2006 | ф | Кенни                           | Kenny                       | актёр                         |
| 2006 | ф | -                               | Ezra White, LL.B.           | режиссёр, сценарист           |
| 2007 | ф | Арбалет                         | Crossbow                    | актёр, режиссёр, сценарист    |
| 2007 | ф | Паук                            | Spider                      | актёр, сценарист              |
| 2007 | ф | -                               | Little Deaths               | актёр                         |
| 2008 | ф | Я люблю Сару Джейн              | I Love Sarah Jane           | сценарист                     |
| 2008 | ф | -                               | The List                    | актёр                         |
| 2008 | ф | Карликовый нидерландский кролик | Netherland Dwarf            | режиссёр, сценарист           |
| 2010 | ф | Царство животных                | Animal Kingdom              | актёр, режиссёр, сценарист    |
| 2010 | ф | Хешер                           | Hesher                      | сценарист                     |
| 2011 | ф | Медведь                         | Bear                        | сценарист                     |
| 2012 | ф | -                               | Dumpy Goes to the Big Smoke | продюсер                      |
| 2014 | ф | Ровер                           | The Rover                   | продюсер, режиссёр, сценарист |
| 2017 | ф | Машина войны                    | War Machine                 | режиссёр, сценарист           |
| 2019 | ф | Король Англии                   | The King                    | режиссёр, сценарист           |
| 2024 | ф | Волшебники!                     | Wizards!                    | режиссёр, сценарист           |
| 2025 | ф | Кристи                          | Christy                     | режиссёр, сценарист           |

## Награды и номинации
- 2011 — «Сандэнс» — Победитель: Гран-при в категории «Драматический фильм» (Программа «Мировое кино») за фильм «Царство животных».